# Белорусская (станция метро, Кольцевая линия)
«Белору́сская» — станция Московского метрополитена на Кольцевой линии. Связана пересадкой со станцией «Белорусская» на Замоскворецкой линии. Расположена в Тверском районе (ЦАО); названа по Белорусскому вокзалу. Открыта 30 января 1952 года в составе участка «Курская» — «Белорусская». Пилонная трёхсводчатая станция глубокого заложения с одной островной платформой.

## История
Первой станцией метро у Белорусского вокзала стала станция «Белорусская» Замоскворецкой линии, открытая в 1938 году в составе второй очереди метрополитена.
В первоначальные планы Московского метрополитена Кольцевая линия не входила. Вместо неё планировалось строительство «диаметральных» линий с пересадками в центре города. Первый проект Кольцевой линии появился в 1934 году. Тогда планировалось построить эту линию под Садовым кольцом с 17 станциями. По проекту 1938 года планировалось построить линию значительно дальше от центра, чем построили впоследствии. Планировались станции «Усачёвская», «Калужская Застава», «Серпуховская Застава», «Завод имени Сталина», «Остапово», «Завод Серп и Молот», «Лефортово», «Спартаковская», «Красносельская», «Ржевский Вокзал», «Савёловский вокзал», «Динамо», «Краснопресненская Застава», «Киевская». В 1941 году проект Кольцевой линии изменили. Теперь её планировали построить ближе к центру. В 1943 году было принято решение о внеочередном строительстве Кольцевой линии по нынешней трассе с целью разгрузки пересадочного узла «Охотный Ряд» — «Площадь Свердлова» — «Площадь Революции».
Кольцевая линия стала четвёртой очередью строительства. В 1947 году планировалось сдать линию четырьмя участками: «Центральный парк культуры и отдыха» — «Курская», «Курская» — «Комсомольская», «Комсомольская» — «Белорусская» (затем был объединён со вторым участком) и «Белорусская» — «Центральный парк культуры и отдыха». На «Белорусской» планировалось построить два вестибюля, но был построен только один. Первый участок, «Парк культуры» — «Курская», был открыт 1 января 1950 года, второй, «Курская» — «Белорусская», — 30 января 1952 года (после его ввода в эксплуатацию в Московском метрополитене стало 39 станций), и третий, «Белорусская» — «Парк культуры», замыкающий линию в кольцо, — 14 марта 1954 года. Переход на Замоскворецкую линию открылся сразу же после открытия станции.
В 1994 году была проведена реконструкция станции, в ходе которой красивый мозаичный пол был заменён на гранитный с упрощением рисунка.
До 1997 года у станции был один вестибюль (западный). Восточный вестибюль был открыт 25 августа 1997 года на Лесной улице.
В период с 29 мая по 10 декабря 2010 года переход на Замоскворецкую линию был закрыт. Проводились ремонтные работы и замена эскалаторов. К открытию перехода были выпущены памятные билеты.
В 2017 году в лепной орнамент, украшающий один из пилонов станции, неизвестным пассажиром был внесён посторонний элемент в виде кукольной фигуры хохочущего человечка, восседающего на импровизированном троне. После обнаружения человечек был с барельефа удалён.[значимость факта?]

## Архитектура и оформление

### Вестибюли
У станции два вестибюля — наземный и подземный. Первый (западный, наземный) вестибюль открылся в 1952 году (архитекторы: Н. А. Быкова, А. А. Марова, И. Г. Таранов, З. Ф. Абрамова, Я. В. Татаржинская, художник Г. И. Опрышко, скульптор С. М. Орлов, С. Л. Рабинович, И. Л. Слоним), второй (восточный, подземный) — в 1997 году.
Западный наземный вестибюль станции находится у Белорусского вокзала, на углу Грузинского Вала и площади Тверской заставы. Вестибюль представляет собой массивное квадратное трёхэтажное здание. Перед фасадом на площади Тверская Застава располагается портал с высокими арками между пилонами-простенками. По фасаду находятся арки входа и выхода с застеклённым сводчатым верхом под золочёными металлическими решётками. Между дверными арками — ступенчатый ниспадающий фонтан. Барельефы по фризу вестибюля, изображающие торжество советского народа-победителя, выполнили скульпторы С. М. Рабинович и И. Л. Слоним в мастерской С. М. Орлова. Вход на станцию осуществляется через узкий овальный кассовый аванзал. Стены около турникетов отделаны красным мрамором, который иногда ещё именуют «мраморовидным известняком». В стенах можно увидеть окаменевших моллюсков. Аванзал соединён изогнутым проходом с переходной камерой, которая отделана светлым мрамором. Переходная камера завершается входной аркой эскалаторного зала. Шестиугольный купольный эскалаторный зал осложнён шестью арками: для входа, выхода, эскалаторного тоннеля и три декоративных. Над арками огромные сводчатые окна с металлическими решётками. Свод опирается на шесть декоративных колонн, отделанных белым мрамором, с дорическими капителями. Выход на улицу осуществляется через короткий коридор с беломраморной отделкой стен. В эскалаторном тоннеле три эскалатора типа ЭМ-4, установленные в 1952 году.
Восточный вестибюль открыт 25 августа 1997 года на Лесной улице. Платформа связана с вестибюлем лестницей, подходным коридором и эскалаторами. Там четыре эскалатора типа ЭТ-3М, установленные в 1997 году. В вестибюле расположены кассы и турникеты. Стена между дверями на выход и дверями на вход украшена майоликовым панно португальского художника Грасы Мораиш. Это панно — дар Мэрии Лиссабона Московскому метрополитену в ознаменование 850-летия столицы. Два наземных павильона выводят в город: один — к улицам Тверским-Ямским, Бутырскому валу, Лесной и Заставному переулку, второй — на улицу Бутырский Вал.
|  |

### Станционные залы
Конструкция станции — пилонная глубокого заложения (глубина — 42,5 метра) с тремя сводами. Авторы проекта — И. Г. Таранов, З. Ф. Абрамова, А. А. Марова и Я. В. Тараржинская. Диаметр центрального зала — 9,5 метра. В 1951 году И. Г. Таранов, Н. А. Быкова и Г. И. Опрышко получили за работу над проектом Сталинскую премию.
Пилоны облицованы светлым мрамором «коелга». Они гармонично расширяются вверх, но не переходят в своды, а отделяются от них простыми по форме элегантными карнизами. Путевые стены изначально были облицованы мелкой цветной метлахской плиткой, при реконструкции — белой керамической плиткой. На путевых стенах под основанием свода размещены пилястры. Так как проектирование станции было поручено Таранову и Быковой, которые были супругами, они решили реализовать свои неосуществлённые при строительстве «Белорусской»-радиальной замыслы. Так, они сделали декоративный узор на полу в виде традиционной белорусской вышивки. Первоначально его выполнили из многоцветной (серой, белой и красной) керамической плитки. При реконструкции, проведённой в 1994 году, плитка была заменена на полированный гранит со значительным упрощением оригинального узора. Светильники, размещённые на пилонах, выполнены в виде ваз из стекла и мрамора.
Тема художественного оформления — хозяйство и культура Беларуси. Украшением потолка является лепной орнамент, который представляет собой рельефные, выпуклые и вдавленные, геометрические фигуры: квадраты, многоугольники, полосы с декоративными рельефами внутри — венками и колосьями. Его делали необычно: рисунок был оттиснут на асбоцементном зонте, защищающем станцию от воды, которая может просочиться сквозь швы тюбинга, и ещё на заводе на нём закрепили декоративные фарфоровые вставки. При их создании архитекторы вдохновлялись кессонированными сводами вилл Древнего Рима. По оси свода центрального зала расположены 12 мозаичных панно, отображающих жизнь белорусского народа (выполнены в технике флорентийской мозаики по эскизам художника Г. И. Опрышко мастерами С. Волковым и И. Морозовым). На одном из панно были изображены труженицы, вышивающие портрет Сталина; во времена Хрущёва с панно был убран портрет Сталина, а на его месте появился орден Трудового Красного Знамени. До 1997 года у торцевой стены центрального зала размещалась скульптурная группа «Советская Белоруссия»
(автор — М. Г. Манизер); при строительстве выхода на Лесную улицу она была демонтирована (впоследствии, в 2021 году была восстановлена, но уже в торце «Белорусской» Замоскворецкой линии). Композиционно она была очень близка скульптуре того же автора «Белорусские партизаны», стоящей до сих пор в переходе на Замоскворецкую линию.
| - Зал станции - Путевая платформа 2-го пути |

### Переход на Замоскворецкую линию

Скульптура «Белорусские партизаны», установленная в переходе

Из центра зала можно осуществить пересадку на Замоскворецкую линию (переход открыт в 1952 году). Переход начинается лестницей на мостик через платформу в сторону «Краснопресненской». За мостиком расположена сводчатая квадратная переходная камера, далее за аркой — эскалаторный аванзал. Аванзал оборудован трёхленточным эскалатором типа Е25Т с балюстрадами из нержавеющей стали. Эскалатор ведёт в прямоугольную сводчатую переходную камеру верхнего уровня. В её торце расположена монументальная скульптурная группа «Белорусские партизаны» (скульптор М. Г. Манизер). Там же установлены восемь оригинальных торшеров, облицованных мрамором и оформленных каменной мозаикой. Пол перехода покрыт красным и чёрным гранитом, стены облицованы мрамором.
В оформлении арок перехода использована флорентийская мозаика на темы белорусского национального орнамента. Архитектор станции «Белорусская» Н. А. Быкова отмечала, что хотя переход слабо удался, арки, ведущие на Кольцевую линию, получились красивыми. Над их оформлением работал художник Г. И. Опрышко совместно с архитектором И. Г. Тарановым.
С 29 мая по 10 декабря 2010 года переход был закрыт на реконструкцию в связи с заменой эскалаторов и частичной реставрацией облицовки галерей, соединяемых эскалатором.

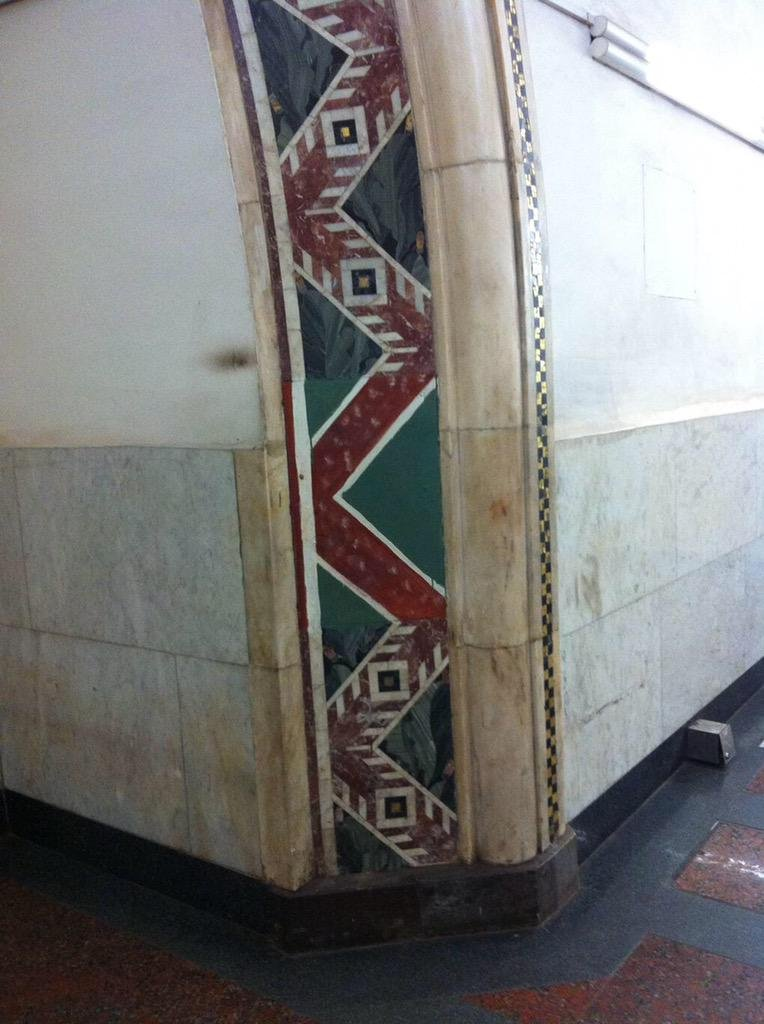
Утраченный фрагмент портала

Во время реконструкции перехода между станциями «Белорусская» элементы мозаики портала пришли в негодность. Метрополитен сообщает, что восстановить элементы мозаики не представляется возможным из-за закрытия месторождения по добыче данного камня. Для ремонта была использована покрашенная фанера.

## Путевое развитие
Вблизи станции расположена соединительная ветвь, идущая к электродепо «Красная Пресня». В границах станции находятся 3 стрелочных перевода.

## Станция в цифрах
- Код станции — 067[1].
- Пикет ПК132+72,3[21].
- В марте 2002 года пассажиропоток по входу составлял 70 200 человек[22].
- Время открытия станции для входа пассажиров — 5 часов 25 минут (западный вестибюль) и 5 часов 20 минут (восточный вестибюль), время закрытия — 1 час ночи[23].
- Таблица времени прохождения первого поезда через станцию[24]:

| По чётным числам                      | Будние дни | Выходные дни |
| По нечётным числам                    | Будние дни | Выходные дни |
| В сторону станции «Краснопресненская» | 05:52:00   | 05:53:00     |
| В сторону станции «Краснопресненская» | 05:54:00   | 05:54:00     |
| В сторону станции «Новослободская»    | 05:34:00   | 05:32:00     |
| В сторону станции «Новослободская»    | 05:33:00   | 05:34:00     |

## Расположение

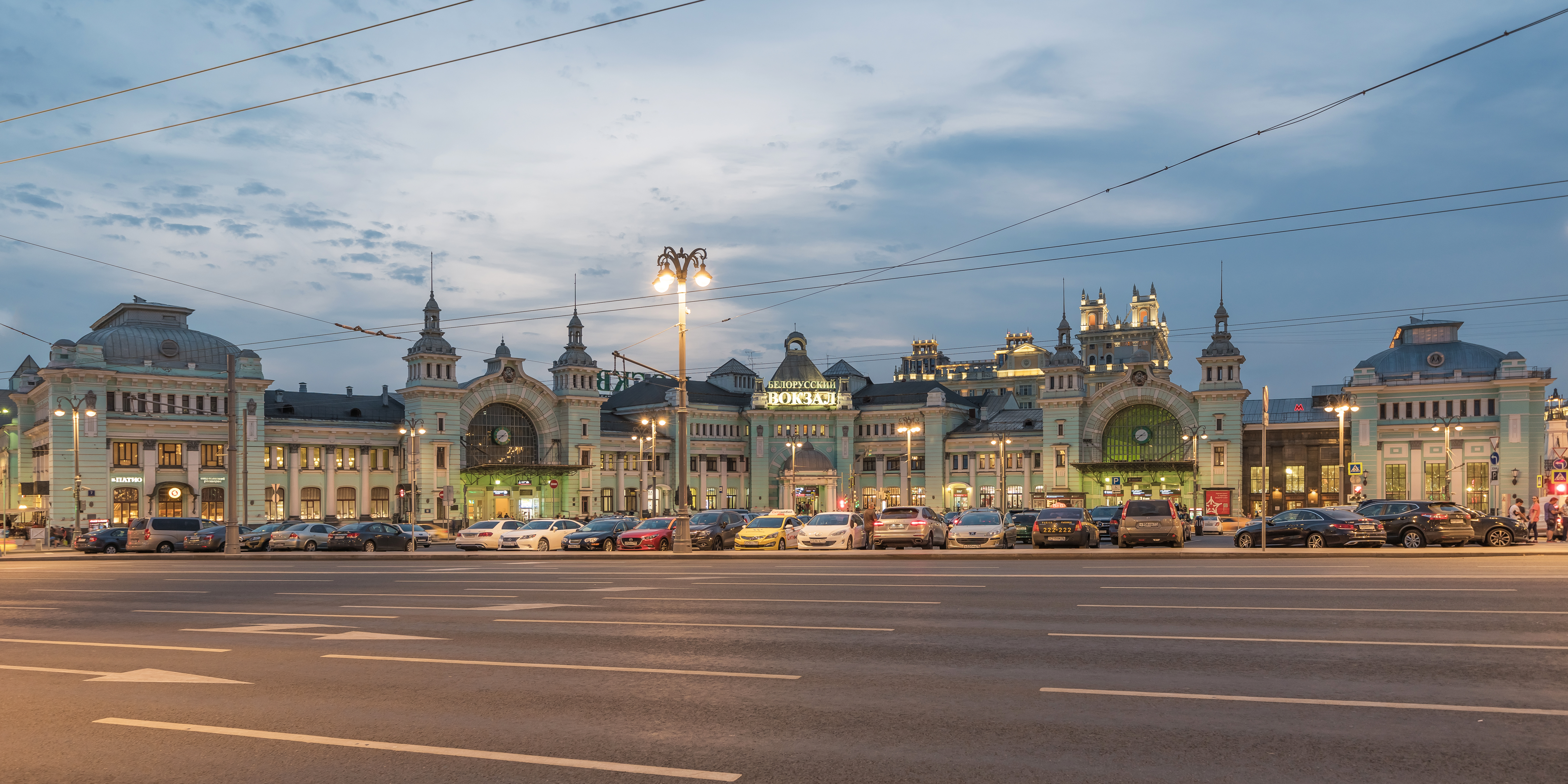
Белорусский вокзал

Станция метро «Белорусская» Кольцевой линии расположена под площадью Тверская Застава между станциями «Краснопресненская» и «Новослободская». Западный наземный вестибюль станции находится у Белорусского вокзала, на углу Грузинского Вала и площади Тверской Заставы. Адрес западного вестибюля: площадь Тверская Застава, дом 3. Восточный вестибюль расположен на Лесной улице. Расстояние от станции до центра Москвы — 3,25 километра. Находится на территории Тверского района Центрального административного округа Москвы.

### Железнодорожный транспорт
Белорусский вокзал обслуживает поезда дальнего следования западного, юго-западного и северного направлений. От Белорусского вокзала начинается Смоленское направление Московской железной дороги, которое связывает Москву с западными регионами России, а также с Беларусью, Литвой, Польшей, Германией и другими государствами Центральной и Восточной Европы.
Между Одинцово и аэропортом «Шереметьево» ходят поезда «Аэроэкспресс».
Пригородные поезда от вокзала следуют по Белорусскому, Курскому и Савёловскому направлениям.

### Наземный общественный транспорт
На этой станции можно пересесть на следующие маршруты городского пассажирского транспорта:
- Автобусы: м1, м32, м34, е30, е30к, 27, 116, 345, 356, 366, 382, 384, 418, с482, с532, 905, т70, т78, н1, н12
- Трамваи: 7, 9

### Достопримечательности
На площади Тверская Застава рядом с восточным выходом станции находится старообрядческий храм Николы Чудотворца, построенный в 1914—1921 годах. Здание церкви является памятником архитектуры федерального значения.

## Происшествия
5 февраля 2001 года в 18:45 по московскому времени на станции произошёл взрыв. Бомба была заложена под мраморную скамью, расположенную на платформе. Благодаря большому весу скамьи, которая смягчила удар, последствия взрыва были не очень большими.

## Станция «Белорусская» в культуре

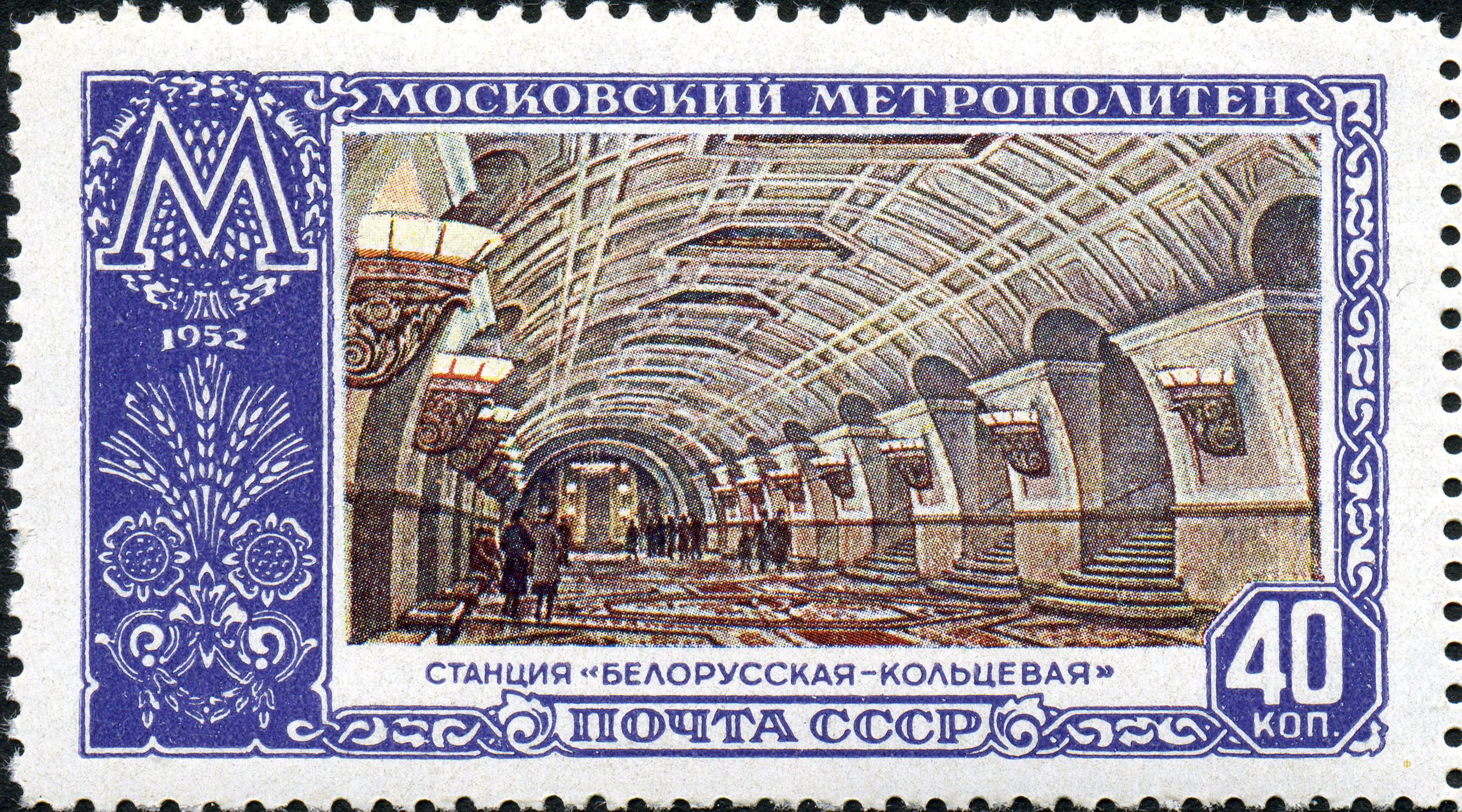
Изображение станции на почтовой марке 1952 года

На станции «Белорусская» разворачиваются несколько эпизодов постапокалиптического романа Дмитрия Глуховского «Метро 2033». Согласно книге, станция входила в состав содружества станций Кольцевой линии, чаще именуемого Ганзой. Жители этой станции, как и всего содружества, живут за счёт торговли и взимания пошлин с торговцев.